# لولیتا چاکرابارتی
لولیتا چاکرابارتی (فرانسوی: Lolita Chakrabarti‎؛ زادهٔ ۱ ژوئن ۱۹۶۹) بازیگر و نویسنده بریتانیایی است. چاکرابارتی نشان امپراتوری بریتانیا (OBE) را به به خاطر خدماتش به هنر نمایش از  افتخارات زادروز ملکه ۲۰۲۱ دریافت کرده است.

## حرفه

### بازیگری
چاکرابارتی در سال ۱۹۹۰ از آکادمی سلطنتی هنرهای دراماتیک دانش‌آموخته شد. او از سال ۱۹۹۳ تا ۱۹۹۶، برنامه آموزشی کودکان بی‌بی‌سی با نام نامبرتایم را ارائه کرد.
او در مجموعه‌های تلویزیونی بی‌خوابی، دادگاه نمایشی، چرخ زمان، ریویرا، خلأ موقت، ورا، شیادها، بخشوده، سیاهی‌لشکر، ویلیام و مری، شهر هالبی، شاهد خاموش، و درام طولانی مدت شبکه آی‌تی‌وی با نام بیل بازی کرده است.
نقش‌آفرینی‌‎های او در تئاتر عبارتند از: فانی و الکساندر برای تئاتر اولد ویک (۲۰۱۸)، گرترود در هملت با بازی تام هیدلستون و کارگردانی کنت برانا برای RADA (۲۰۱۷)، بازی بزرگ: افغانستان برای تئاتر کلین (۲۰۰۹)، آخرین بازدید برای تئاتر آلمیدا (۲۰۰۹)، خروج آزاد برای تئاتر رویال کورت (۲۰۰۸) و جان گابریل بورکمن برای دونمار ویرهاوس (۲۰۰۷).

### نویسندگی
- مخمل قرمز (۲۰۱۲): نمایش‌نامه؛ این اثر برنده چندین جایزه از جمله جایزه ایونینگ استاندارد، جایزه حلقه منتقدان تئاتر و جایزه AWA را برای هنر و فرهنگ و نامزد جوایز الیویه و واتس‌آن استیج شد.
- بزرگترین دارایی (۲۰۱۸): نمایش‌نامه؛ شامل هشت مونولوگ، که یکی از آنها را به مناسبت هفتادمین سالگرد بنیان‌گذاری سرویس سلامت ملی نوشت.
- شهرهای ناپیدا (۲۰۱۹): نمایش‌نامه؛ اقتباس از رمان شهرهای ناپیدا اثر ایتالو کالوینو
- زندگی پی (۲۰۱۹): نمایش‌نامه؛ اقتباس از رمان زندگی پی، اثر یان مارتل
- خاطرات کاری (۲۰۲۰): کتابی با مضمون خاطرات یک سال از زندگی کاری چاکرابارتی و همسرش ادرین لستر
- همنت (۲۰۲۳): نمایش‌نامه؛ اقتباس از رمان همنت نوشته مگی اوفارل

## زندگی شخصی
والدین بنگالی لولیتا در اوایل دهه ۱۹۶۰ از کلکته هند به انگلستان مهاجرت کردند. لولیتا به همراه خواهر بزرگش ریتا در بیرمنگام بزرگ شدند. وقتی او ۱۰ ساله بود، همراه با خانواده به کلکته نقل مکان کردند و پس از ۱۸ ماه به انگلستان برگشتند. در زمان اقامت در هند، دو خواهر در مدرسه بین‌المللی کلکته تحصیل کردند. لولیتا در ۱۸ سالگی، پس از پایان رساندن مدرسه، برای تحصیل در آکادمی سلطنتی هنرهای دراماتیک به لندن رفت و به مدت سه سال در آنجا برای بازیگری آموزش دید.
چاکرابارتی با ادرین لستر بازیگر بریتانیایی ازدواج کرده است. آنها زمانی که هر دو دانشجوی آکادمی سلطنتی هنرهای دراماتیک بودند،با هم آشنا شدند. آنها دو دختر به نام‌های لیلا و یاسمین دارند که از سنین پایین با تئاتر بزرگ شده‌اند. ریتا چاکرابارتی، روزنامه‌نگار و خبرنگار بخش آموزش بی‌بی‌سی، خواهر بزرگتر لولیتا است.
لولیتا در مصاحبه با تلگراف ایندیا گفته به بنگالی بودن خود بسیار افتخار می‌کند و با وجود آنکه در خانه به زبان بنگالی سخن نمی‌گوید، اما اگر تحت فشار قرار بگیرد، می‌تواند به این زبان صحبت کند.